# Coluber dorri
Coluber dorri este o specie de șerpi din genul Coluber, familia Colubridae, descrisă de Lataste 1888. Conform Catalogue of Life specia Coluber dorri nu are subspecii cunoscute.